# الدوري البحريني الممتاز 1976–77
الدوري البحريني الممتاز 1976-1977 هي النسخة الحادية والعشرين من الدوري البحريني الممتاز.

## نظرة عامة
توج الأهلي باللقب.